# Werner-Berg-Museum

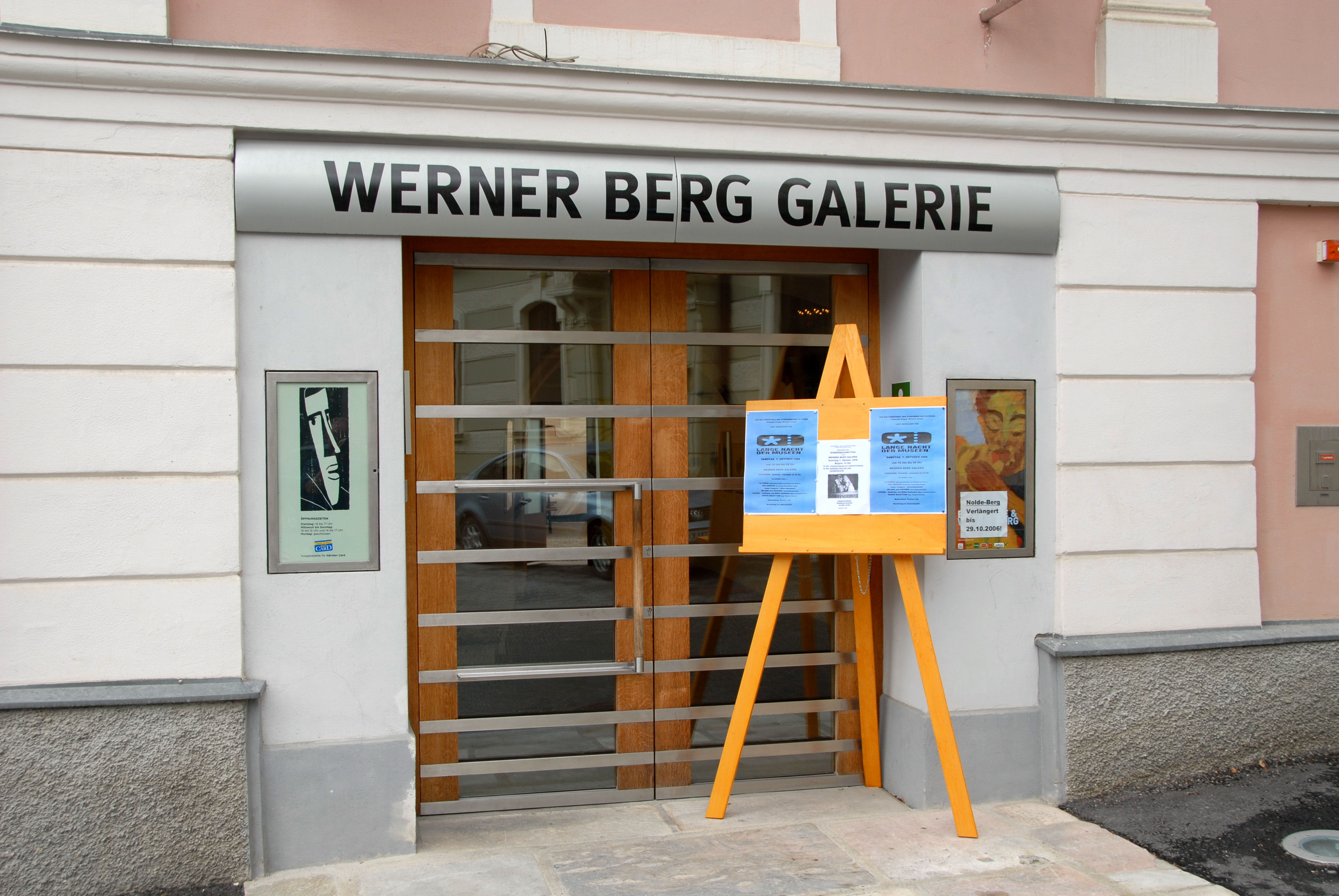
Werner Berg Galerie (2006)

Das Werner Berg Museum ist ein dem Maler Werner Berg gewidmetes Museum der Gemeinde Bleiburg/Pliberk in Kärnten. Es zeigt ständig über 150 Ölbilder, Holzschnitte und Zeichnungen des 1904 in Elberfeld (Wuppertal) geborenen Künstlers, der sich 1931 auf dem Rutarhof in Unterkärnten angesiedelt hatte, um dort bis zu seinem Tode 1981 mit seiner Familie als Bauer und Maler zu leben.

## Gebäude

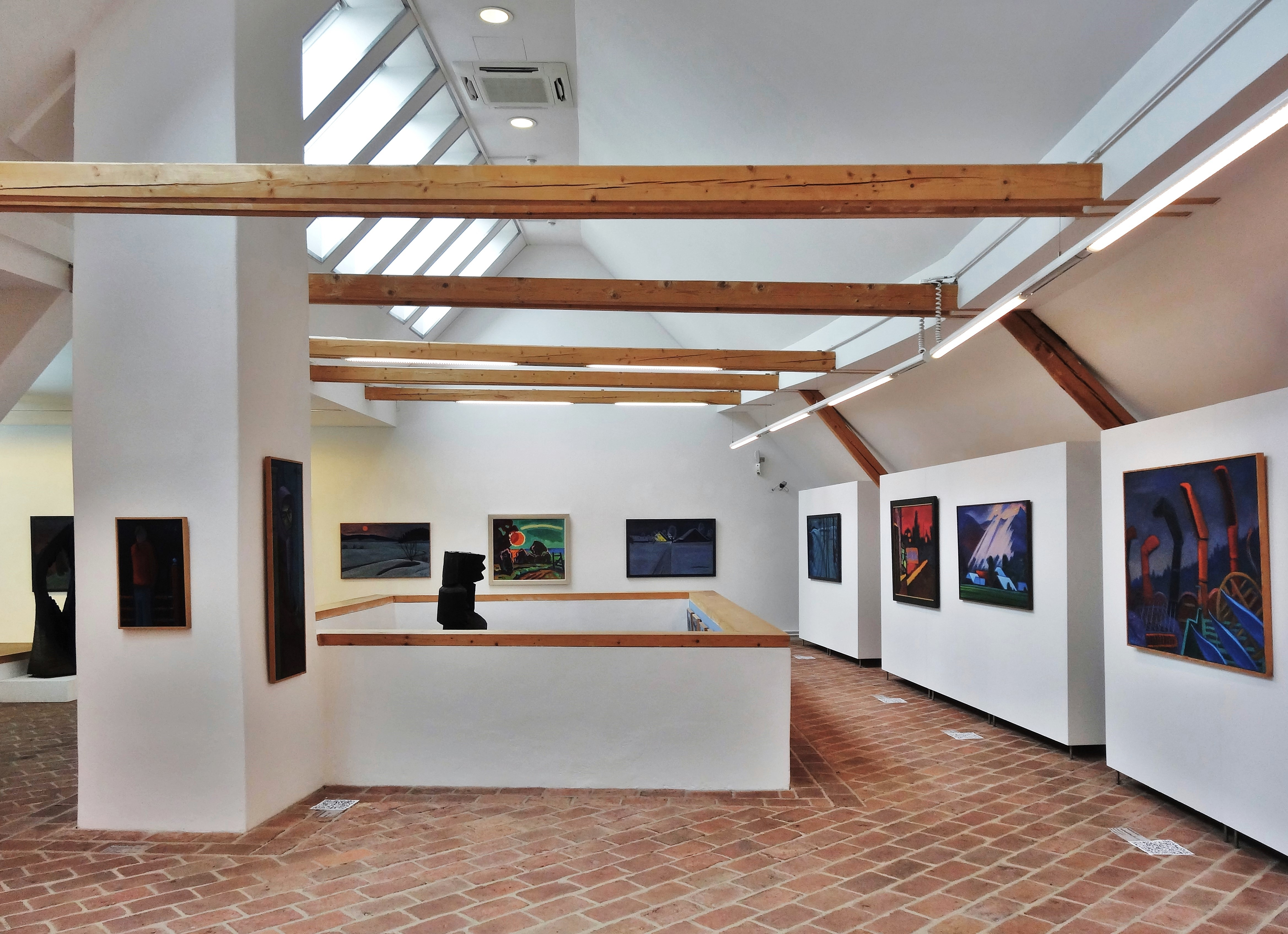
Innenansicht des Werner-Berg-Museums

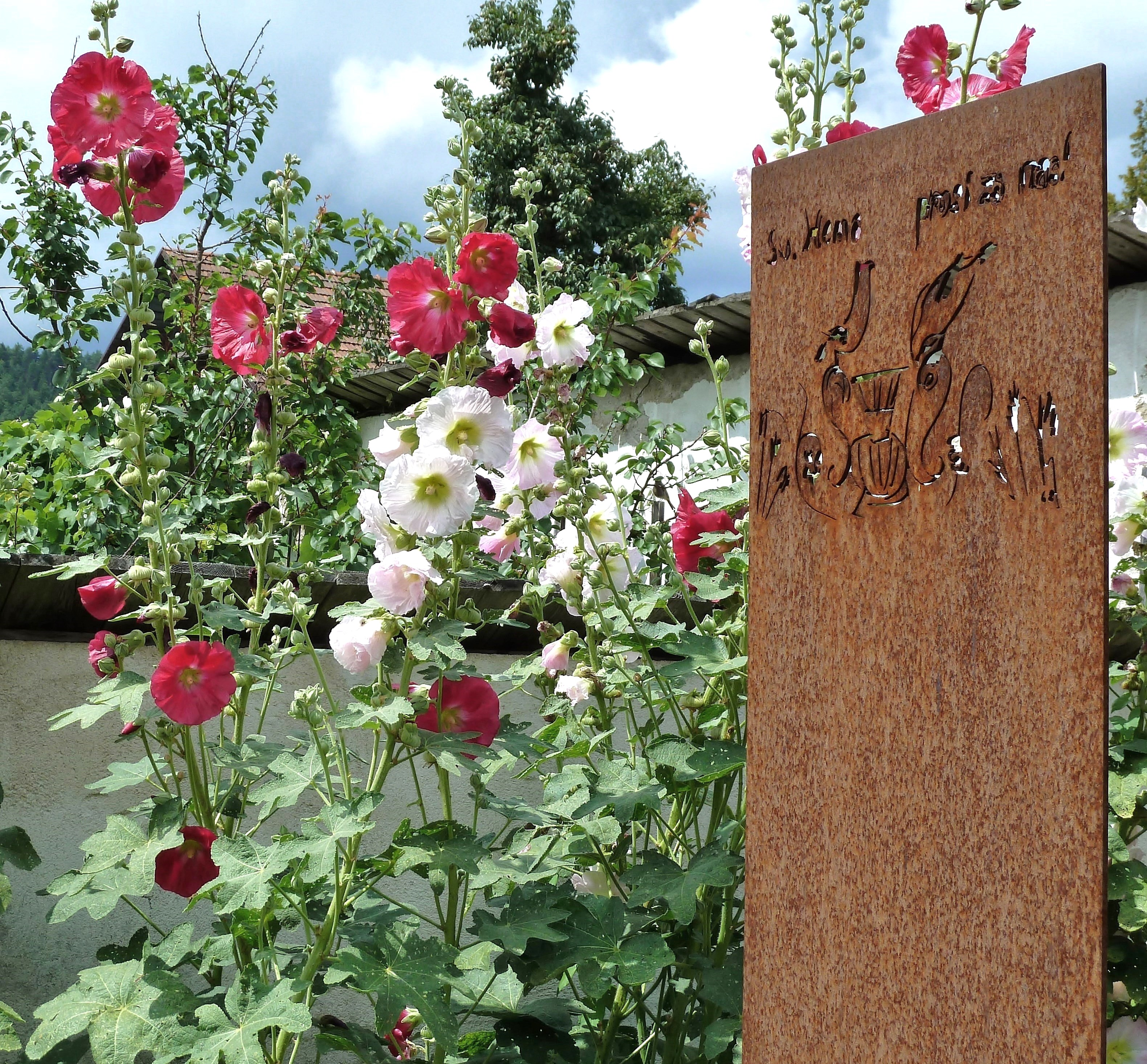
Blick in den Garten mit Hemma-Stele von Berg

Kern des Museums ist ein Stadthaus aus dem 17. Jahrhundert, das im Biedermeier im Fassadenbereich und im Inneren stark verändert wurde. Prägnante Erweiterungen wie die Oberlichthalle im Hofbereich, der Kreativraum und ein Panoramalift zeigen die Symbiose von moderner Formensprache mit historischer Bausubstanz. Von 1995 bis 2009 wurde das Haus in mehreren Bauabschnitten nach Plänen von Architekt Peter Fleiß adaptiert und erweitert. Das Gebäude steht unter Denkmalschutz (Listeneintrag).

## Ausstellungen
Ergänzend zur ständigen Sammlung zeigt das Museum jährliche Sonderausstellungen:
- 2003 Werner Berg – Starke Farben.
- 2004 Eremiten-Kosmopoliten. Moderne Malerei in Kärnten 1900-1955.
- 2005 Kiki Kogelnik zum 70. Geburtstag.
- 2006 Emil Nolde – Werner Berg.
- 2007 Albin Stranig & Neuland. Der Maler, Grafiker und Bildhauer Albin Stranig und seine Künstlerfreunde Werner Berg, Leopold Birstinger, Alexander Silveri, Rudolf Szyszkowitz, Max Weiler und Karl Weiser im Bund Neuland.
- 2008 Von der Galerie zum Museum. 40 Jahre Werner Berg in Bleiburg.
- 2008 K08 Emanzipation und Konfrontation – Kunst aus Kärnten 1945 bis heute.[1]
- 2009 parallele Ausstellung mit Stift St. Paul im Lavanttal: Macht des Bildes – Visionen des Göttlichen. Europaausstellung 2009.[2]
- 2010 Kiki Kogelnik – Werner Berg.
- 2011 Explosion der Farbe – Aquarelle der Sammlung Leopold.
- 2011 Der Bildhauer Othmar Jaindl zum 100. Geburtstag.
- 2012 drei parallel laufende Ausstellungen mit dem Museum Schloss Bruck und dem Museum Kitzbühel: Egger-Lienz | Walde | Berg. Über das Land.[3]
- 2013 Doppel-Ausstellung parallel mit der Koroška Galerija Likovnih Umetnosti in Slovenj Gradec: WELTALLENDE – August Walla und Gugging
- 2013 Werner Berg – Im Rausch der Kunst
- 2015 Wege durchs Land – Werner Berg und die Volkskunst
- 2016 Karl Schmidt-Rottluff im Werner Berg Museum
- 2023 Hortensia – Der Atem der Bronze im Skulpturengarten